# فقدان اللغة
فقدان اللغة هو عملية تلاشي خبرة الإنسان في لغة معيَّنة تدريجيًّا بسبب الابتعاد عن استخدامها. الفقدان قد يحدث على مستوى الأفراد الذين ينسون اللغة التي كانوا يتكلمون بها تدريجيًّا  أو على مستوى المجتمع تدريجيًّا، عندما يتجه المجتمع تدريجيًّا من لغة إلى لغة أخرى ويقوم بتغيير جوانب من لغته الأصلية في تلك العملية. الأشخاص الذين تتقلص كفاءتهم في اللغة قد يُطلق عليهم نصف متحدثين (بالإنجليزية: semi-speakers). اللغات ذوات الأعداد العالية من نصف المتحدثيت تخضع لأنواع مماثلة من تغيير اللغة مثل فقدان قواعدها النحوية والصوتية المعقدة والشاذَّة.
الأشخاص الذين يتحدثون أكثر من لغة بشكل روتيني قد يستخدمون لغاتها في طرق مختلفة قليلا من الأشخاص الذين يتحدثون لغةً واحدة. معرفة لغة واحدة قد تتداخل مع الإخراج أو الفهم الصحيح للغة الأخرى. دراسة ظواهر هذه التداخلات هو مجال اللسانيات التطبيقية.